# Maiden England
Maiden England je živá videonahrávka britské heavymetalové skupiny Iron Maiden, nahraná během Seventh Son of a Seventh Son tour a vydaná roku 1989.
Album bylo znovuvydáno na CD v roce 1994 jako limitovaná edice, ale několik skladeb, které jsou na VHS, na něm chybí.

## Seznam skladeb na VHS
1. "Moonchild"
2. "The Evil That Men Do"
3. "Prisoner"
4. "Still Life"
5. "Die With Your Boots On"
6. "Infinite Dreams"
7. "Killers"
8. "Can I Play With Madness"
9. "Heaven Can Wait"
10. "Wasted Years"
11. "The Clairvoyant"
12. "Seventh Son Of A Seventh Son"
13. "The Number Of The Beast"
14. "Hallowed Be Thy Name"
15. "Iron Maiden"

## Seznam skladeb na CD
1. "Moonchild"
2. "The Evil That Men Do"
3. "The Prisoner"
4. "Still Life"
5. "Die With Your Boots On"
6. "Infinite Dreams"
7. "Killers"
8. "Heaven Can Wait"
9. "Wasted Years"
10. "The Clairvoyant"
11. "Seventh Son Of A Seventh Son"
12. "The Number Of The Beast"
13. "Iron Maiden"

## Sestava
- Bruce Dickinson – zpěv
- Dave Murray – kytara
- Adrian Smith – kytara, zpěv
- Steve Harris – baskytara, zpěv
- Nicko McBrain – bicí